# 浜中津橋

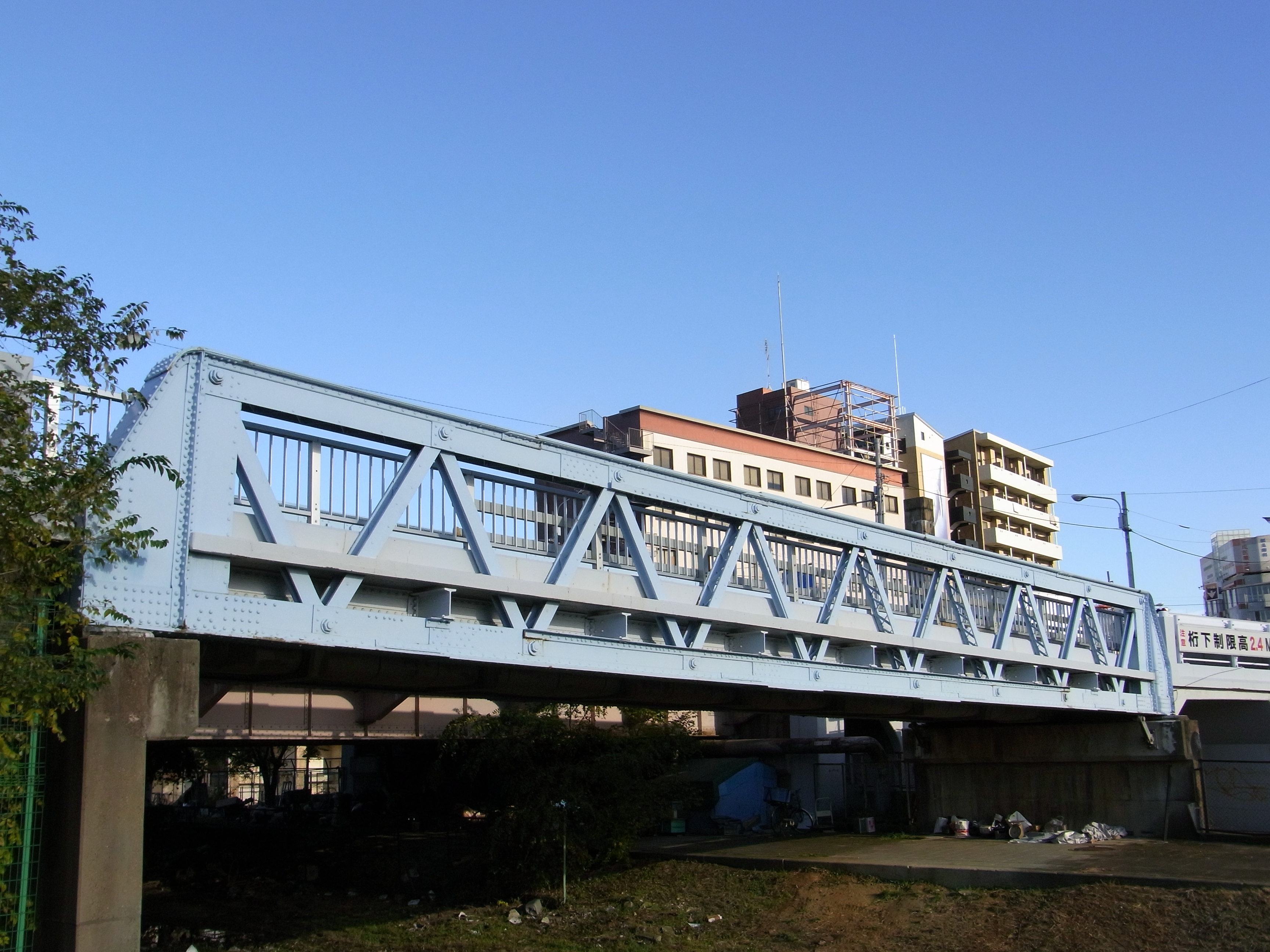
浜中津橋

浜中津橋（はまなかつばし、Hama Nakatsu Bridge）は、大阪市北区中津の長柄運河にかかるトラス橋である。十三大橋の南詰で同じく長柄運河にかかる十三小橋西側の市道に設置されており、国道176号が通る高架道路の下側に通じている。
転用を重ねて形状が改変されている部分があるが、本橋の橋桁はPP-1形と称する、1874年の阪神間鉄道開業の際にイギリスから輸入され武庫川などに合計39連が架設された70フィート級錬鉄製標準桁の一つである。そのため、この橋桁は日本最初の鉄道用トラス桁の現存例となる。2012年に「日本初の鉄道橋に架設されたポニー型ワーレントラス桁を当時の形をほぼ残す供用中の道路橋」として、土木学会選奨土木遺産に選ばれる。

## 概要
- 形式 - 2主構ピン結合ポニーワーレントラス[2]
- 橋長 - 22.434m[2]
- 支間長 - 22.75m[2]
- 幅員 - 4.5m[2]
- 基礎 - 鉄筋コンクリートラーメン[4]
- 完成 - 1935年（昭和10年）5月[4]

## 歴史
- 1935年 十三橋を十三大橋で代替する工事に伴って発生した余剰桁を転用して現地点に架設[2]。

### 鉄道用桁転用の経緯
冒頭にも記した通り、本橋の橋桁は1874年の工部省鉄道局による官設鉄道大阪 - 神戸間（後の東海道本線の一部）開業に備え、イギリスのダーリントン・アイアン(Darlington Iron)社から1873年に輸入された、PP-1形と称する規格品の70フィート級錬鉄製単線・複線用ポニーワーレントラス桁をその出自とする。
このPP-1形桁は主構両端の端柱が垂直に切り立った長方形の側面形状を特徴とし、武庫川・下神崎川（神崎川）・下十三川（中津川）の3カ所に合計39連が架設された。阪神間開業に先立って1872年に開業した新橋 - 横浜間の場合、橋梁は全て木製だったため、これらは日本において初めて架設された鉄道用鉄桁となった。
これらは当初単線用として発注されたが、将来路線が複線化される際に主構を1セット追加して複線用に拡張することを前提として計画され、その際に上下線の中央に位置することになる一方の主構を太く設計してあった。そのため、1896年の大阪 - 神戸間の複線化の際には既に鋼鉄橋の時代となっていたにもかかわらず、あえて原設計の意図通りに錬鉄で側桁をはじめとする部材を作成・追加、3主構構成の複線桁とすることで路線の複線化に対応している。
もっとも、新淀川の開削工事に伴う橋長や径間などの変更の必要からいくつかは短期間で架け替えを強いられ、またその後の列車輸送単位の急速な増大にも対応できなかったことから、東海道本線大阪 - 神戸間開業以来のこれらPP-1形桁は1887年から1916年にかけて全て架け替えとなり、鉄道橋としての使命を終えた。
撤去されたこれらの桁の内、1900年頃に撤去された下十三川橋梁の3主構9連は大阪市に払い下げられた。それらは2主構の道路用に再構成・改修の上で1909年に長柄橋に11連と十三橋の長柄運河部に1連が転用され、いずれも1930年代の架け替えまで約四半世紀にわたって使用されている。
本橋は旧十三橋で使用されていた2主構1連分のPP-1形桁を、新しい十三大橋の完成後に近隣の付け替え道路用として再転用したものである。転用の過程で橋床は鉄筋コンクリート製のものが新規設計されてこれに交換され、主構は部材の追加により寸法の延長が図られ、橋床部分の横桁を左右の主構のトラス下辺上に載せ、主構各部についてアングル材などによる補強を行うといった改造が実施されているが、外観上は特徴的な主構の側面形状などについておおむね原型を保っている。上述の通り、オリジナルのPP-1形桁では本来のもの2種類と追加のもの1種類、合計3種類の主構が混在しているが、本橋の主構については実測の結果、下流側は部材が明らかに太く複線化時に中央に位置すべき寸法で1873年にイギリスで製造されたもの、上流側は部材が細く桁材を架設した痕跡が残されていたことなどから、1896年の複線化時に追加されたものと判断されている。
なお、大阪市には本橋の他、鶴見緑地の緑地西橋に旧心斎橋由来と見られるボーストリングトラス橋の主構が保存されている。よって、形が変わってはいるもののそれぞれ日本最古と考えられる鉄道用鉄橋と道路用鉄橋の橋桁が、130年以上の歳月を経てなお同じ市内に現存していることになる。また、本橋に近い製作時期の鉄道用トラス桁としては、1987年まで現役の鉄道橋として供用されていた山陽電気鉄道本線の舞子跨線橋の橋桁が著名であるが、こちらは1876年の大阪 - 向日町間建設の際に上神崎川などに架設されたPP-2形100フィート級単線ポニーワーレントラス桁に由来する設計の桁を転用改造したものであり、本橋のものと比較して設計が一世代新しい。
阪神高速2号淀川左岸線の延伸工事により、阪神高速が浜中津橋と交差することから、2022年（令和4年）7月19日から浜中津橋は通行止めとなり、9月20日ころから撤去工事が行われる。歴史のある橋であることから、撤去工事を行う大阪市では、橋の部品をいったん保管した上で、本格的に保存するかどうか検討するとしている。

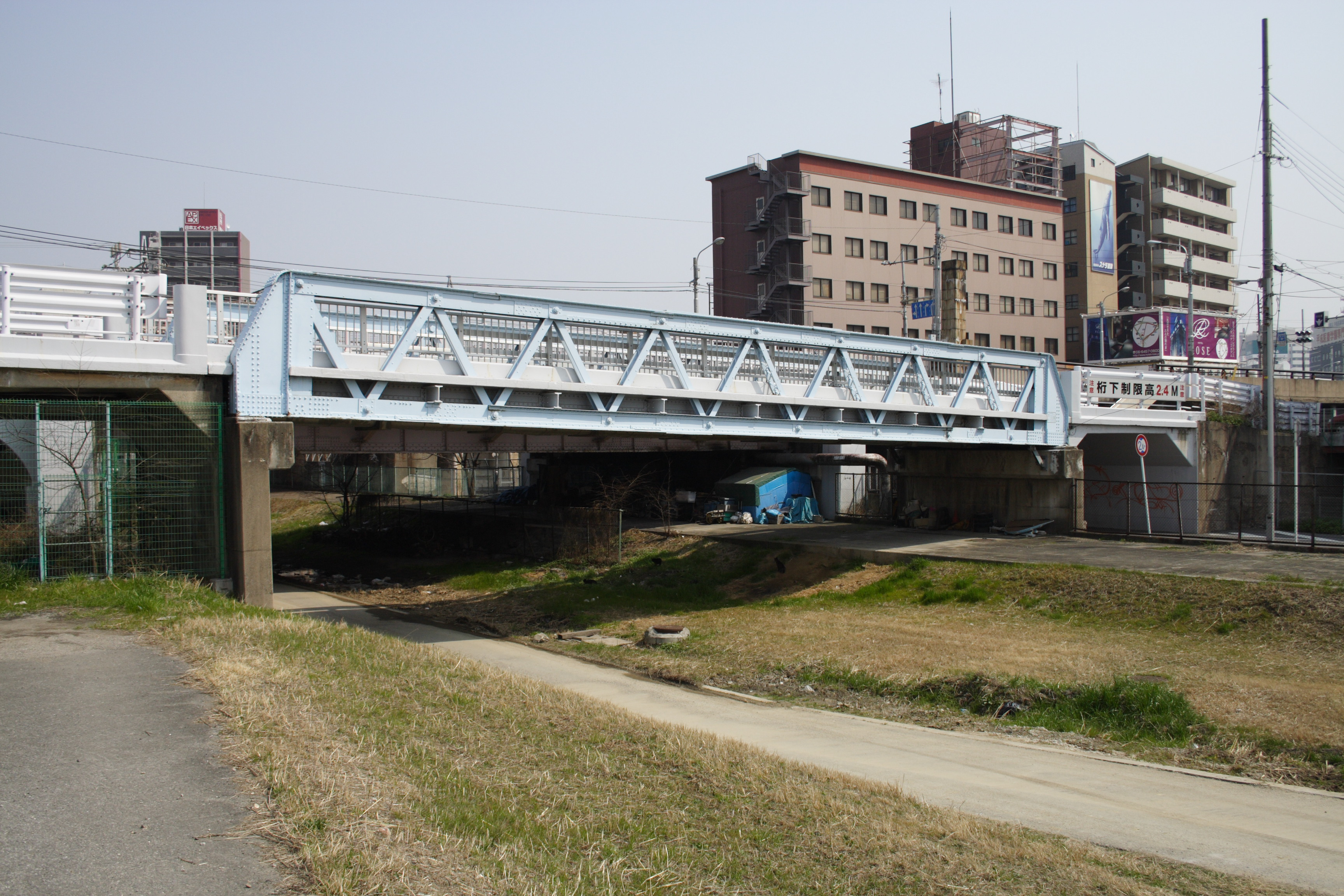
下を流れていた長柄運河は既に埋め立てられており、通水していない。
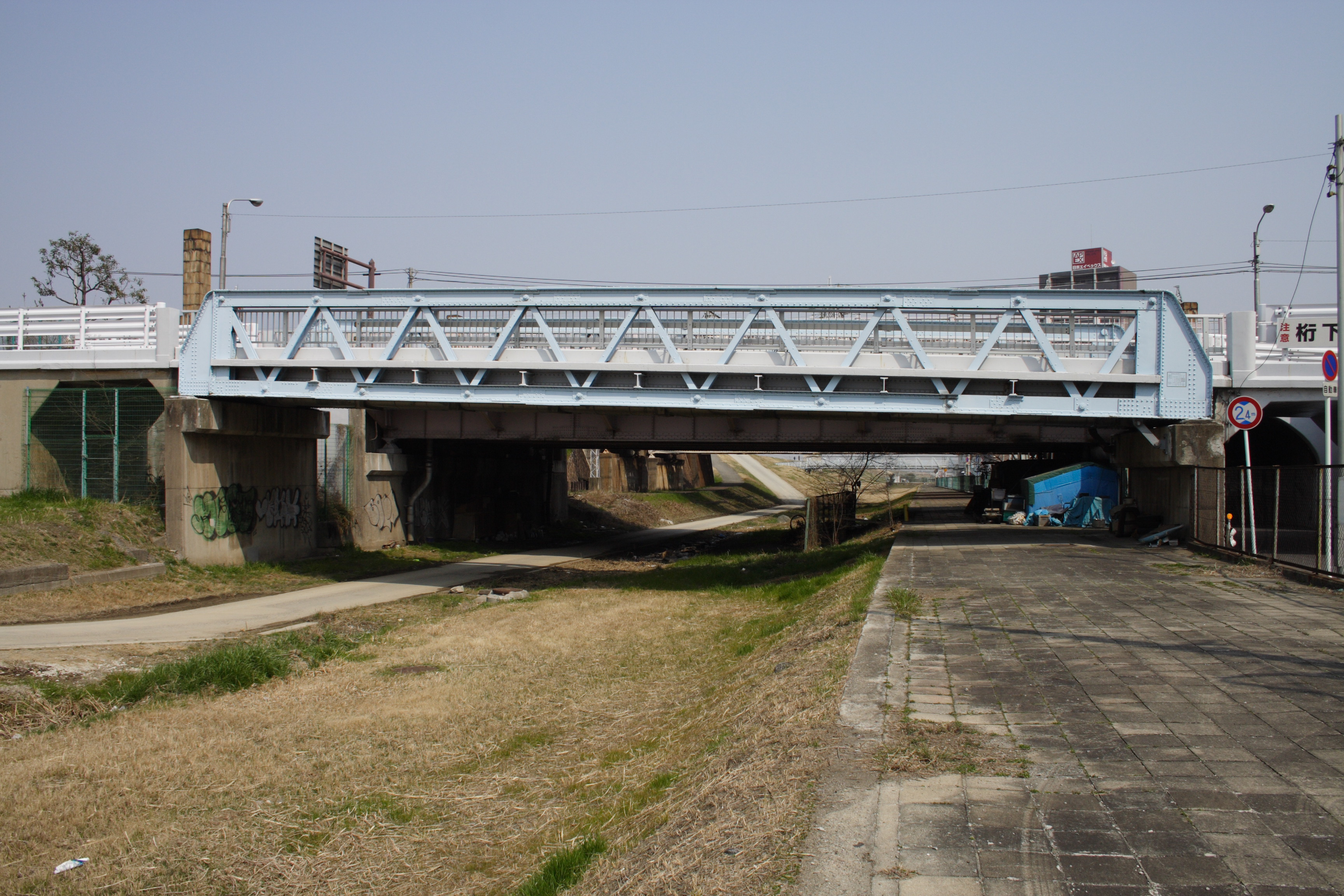
水平面に対してわずかに傾斜して桁が架けられている。
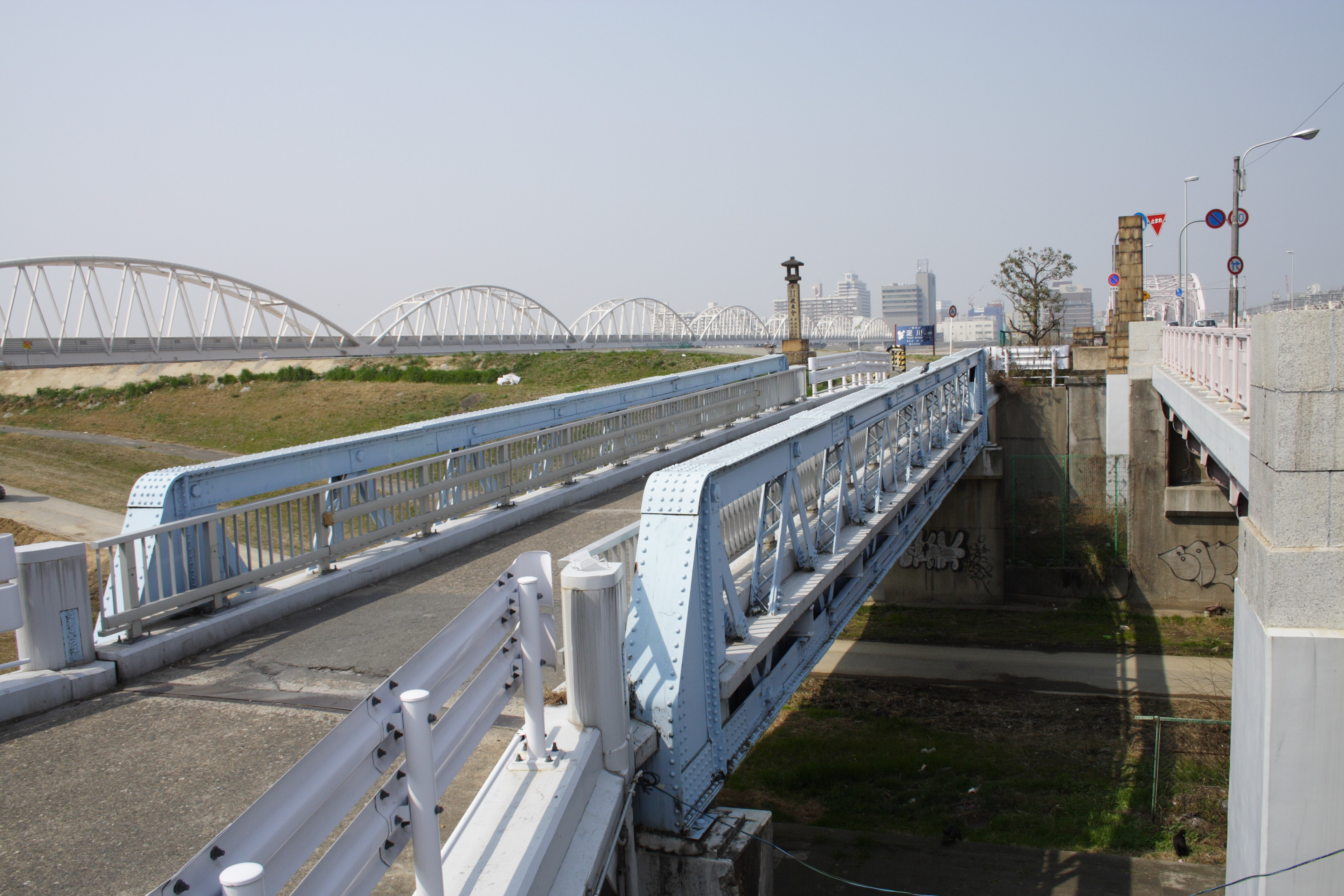
十三大橋（右）と新十三大橋（左）の間に位置し、高架道路となっている国道176号の側道として利用されている。

## 周辺情報
- 十三大橋 (ひとつ上流の橋)
- 淀川河川公園
- 淀川
- 長柄運河

## 交通機関
鉄道
- 阪急電鉄 中津駅 徒歩10分